# Флаг Харьковской области
Флаг Ха́рьковской области (укр. Прапор Харківської області) — флаг Харьковской области Украины, являющийся символом, который отображает историю и традиции области. Утверждён решением VI сессии XXIII созыва Харьковского областного совета 11 мая 1999 года «Об утверждении символики Харьковской области».

## Описание
Флаг области представляет собой прямоугольное полотнище (отношение ширины к длине 2:3) малинового цвета с изображением в центральной части герба области. Высота гербового щита достигает 1/2 ширины флага. Флаг двухсторонний. Вершина древка представляет собой металлический конус высотой 1/10 ширины флага, основа конуса равна двум диаметрам древка. Закрепляется на цилиндрической основе высотой 1/20 ширины флага. Цвет метала, из которого изготавливается вершина — серебряный.
Эталон флага хранится в кабинете главы областного совета, во Дворце Советов.

## Варианты флагов
В решении Харьковского областного совета от 11 мая 1999 года «Об утверждении символики Харьковской области» было заложено противоречие. В приложении 4 (Положение о флаге, то есть — описание) на флаге присутствует только изображение герба Харьковской области, тогда как в приложении 3 (изображение флага) представлен рисунок, на котором снизу добавлена лента с названием области (ни о ленте, ни о её колористике в описании не упоминается). Кроме того, на рисунке флага с трёх сторон по периметру изображена бахрома, которую на некоторых рисунках начали подавать как жёлтую кайму по всему периметру. При изготовлении первых флагов, чтобы удешевить изготовление, изготовители флагов уменьшили количество цветов, поэтому поле щита из зелёного стало малиновым. Изображение именно такого флага появилось на некоторых геральдических сайтах, как официальное изображение.